# Mateu Morey
Mateu Jaume Morey Bauzà (Palma de Mallorca, 2 maart 2000) is een Spaans voetballer die doorgaans als vleugelspeler speelt. Hij stroomde door vanuit de jeugdopleiding van FC Barcelona. Morey speelt sinds 2019 voor Borussia Dortmund.

## Carrière

### Jeugd
Morey speelde in de jeugd voor Mallorca en maakte in 2015 de overstap naar La Masia, de jeugdafdeling van FC Barcelona. Hij won met Barcelona de UEFA Youth League 2017/18, maar brak nooit door tot het eerste elftal.

### Borussia Dortmund
Op 1 juli 2019 werd bekend dat Borussia Dortmund Morey transfervrij overnam. Hij tekende voor vijf seizoenen in Dortmund. Op 31 mei 2020 maakte hij zijn debuut voor de club. In de met 6-1 gewonnen wedstrijd tegen SC Paderborn verving hij Achraf Hakimi.

## Clubstatistieken
| Seizoen                              | Club              | Competitie      | Competitie | Competitie | Beker | Beker | Internationaal | Internationaal | Overig | Overig | Totaal | Totaal |
| Seizoen                              | Club              | Competitie      | Wed.       | Dlp.       | Wed.  | Dlp.  | Wed.           | Dlp.           | Wed.   | Dlp.   | Wed.   | Dlp.   |
| ------------------------------------ | ----------------- | --------------- | ---------- | ---------- | ----- | ----- | -------------- | -------------- | ------ | ------ | ------ | ------ |
| 2019/20                              | Borussia Dortmund | Bundesliga      | 5          | 0          | 0     | 0     | 0              | 0              | 0      | 0      | 5      | 0      |
| 2020/21                              | Borussia Dortmund | Bundesliga      | 12         | 0          | 3     | 0     | 6              | 0              | 0      | 0      | 21     | 0      |
| Carrière totaal                      | Carrière totaal   | Carrière totaal | 17         | 0          | 3     | 0     | 6              | 0              | 0      | 0      | 26     | 0      |
| Bijgewerkt tot en met 14 april 2021. |                   |                 |            |            |       |       |                |                |        |        |        |        |

## Internationaal
Morey maakte deel uit van het Spaanse team dat eerste werd op het EK onder 17 en verliezend finalist werd op het WK onder 17. In drie van de vijf wedstrijden op het EK maakte Morey bovendien een doelpunt, waaronder in de finale tegen Engeland.

## Erelijst
| Competitie        |              |              |              |              |
| Competitie        | Aantal       | Jaren        |              |              |
| FC Barcelona      | FC Barcelona | FC Barcelona | FC Barcelona | FC Barcelona |
| ----------------- | ------------ | ------------ | ------------ | ------------ |
| UEFA Youth League | 1x           | 2017/18      |              |              |
| EK onder 17       | 1x           | 2017         |              |              |
| Borussia Dortmund |              |              |              |              |
| DFB-Pokal         | 1x           | 2020/21      |              |              |
| Duitse supercup   | 1x           | 2019         |              |              |

1 Kobel ·
2 Couto ·
3 Anton ·
4 Schlotterbeck ·
5 Bensebaini ·
6 Özcan ·
7 Reyna ·
8 Nmecha ·
9 Guirassy ·
10 Brandt ·
13 Groß ·
14 Beier ·
16 Duranville ·
20 Sabitzer ·
21 Malen ·
23 Can  ·
25 Süle ·
26 Ryerson ·
27 Adeyemi ·
33 Meyer ·
35 Lotka ·
37 Campbell ·
43 Gittens ·
Coach: Şahin